# K.C. Jones
K.C. Jones (ur. 25 maja 1932 w Taylor, zm. 25 grudnia 2020 w Connecticut) – amerykański koszykarz, występujący na pozycji rozgrywającego. Mistrz olimpijski z Melbourne, ośmiokrotny mistrz NBA jako zawodnik i dwukrotny jako trener, członek Basketball Hall of Fame.
Mierzący 185 cm wzrostu koszykarz studiował na University of San Francisco i dwa razy – w 1955 i 1956 – zostawał mistrzem rozgrywek uniwersyteckich (NCAA). Do NBA został wybrany z 14 numerem w drafcie w 1956 przez Boston Celtics i w tej organizacji spędził całą karierę. Nigdy nie był pierwszoplanową postacią zespołu, a specjalistą od defensywy, jednak w tej roli wywalczył osiem pierścieni mistrzowskich z rzędu (1959–1966). Tylko jego koledzy z drużyny Bill Russell i Sam Jones w karierze zawodniczej częściej wygrywali w lidze.
Jest jednym z ponad 40 zawodników w historii, którzy zdobyli zarówno mistrzostwo NCAA, jak i NBA w trakcie swojej kariery sportowej.
Pracował jako szkoleniowiec. Był trenerem Washington Bullets (1973–1976) i Seattle SuperSonics (1990–1992), jednak największe sukcesy odnosił w swej macierzystej organizacji – w 1984 i 1986 prowadzeni przez niego Celtowie zdobywali tytuły mistrzów NBA.

## Osiągnięcia
NCAA
- Mistrz:
  - NCAA (1955, 1956)[7]
  - konferencji sezonu zasadniczego West Coast (1955, 1956)
- Wybrany do:
  - I składu turnieju NCAA (1955)[8]
  - II składu All-American (1956)[9]
  - Akademickiej Galerii Sław Koszykówki (2006)[10]
- Drużyna San Francisco Dons zastrzegła należący do niego numer 4

AAU
- Zaliczony do składu AAU All-America (1958)

NBA
- 8-krotny mistrz NBA (1959–1966)[4]
- Klub Boston Celtics zastrzegł należący do niego w numer 25[11]
- Wybrany do Koszykarskiej Galerii Sław (Naismith Memorial Basketball Hall Of Fame – 1989)[5]

Reprezentacja
- Mistrz olimpijski 1956[3]

Trenerskie
(* – jako asystent trenera)
- Mistrz NBA (1972*, 1981*, 1984, 1986)[4]
- Wicemistrz NBA (1975, 1985, 1987)[4]
- 6-krotnie wybierany na trenera jednej z drużyn podczas meczu gwiazd NBA (1975, 1977, 1984–1987)